# Стевия медовая

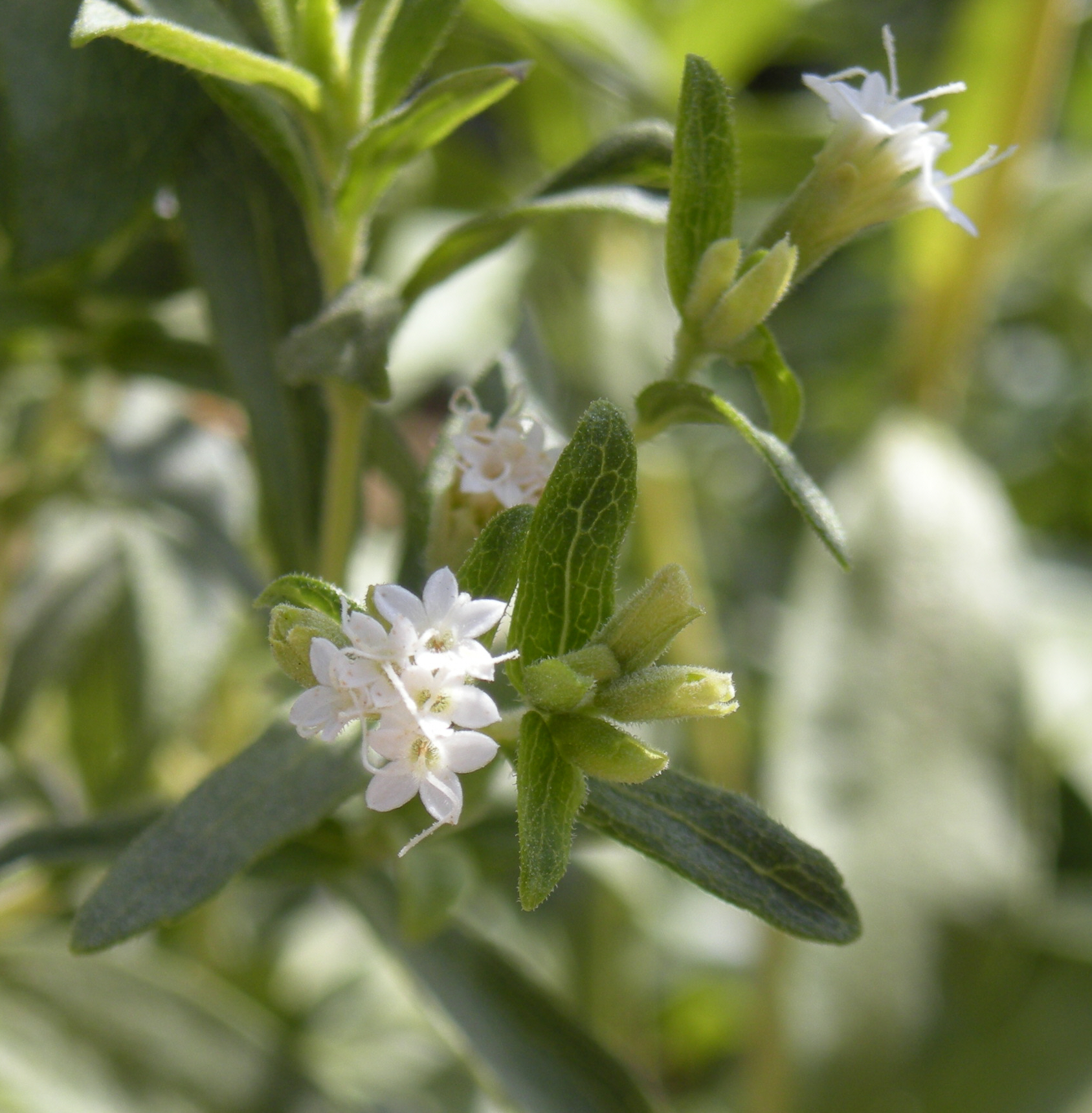
Цветы Stevia rebaudiana

Стевия медовая (также — Медо́вая трава́; лат. Stevia rebaudiana Bertoni) — многолетнее травянистое растение, вид рода Стевия семейства Сложноцветные (Compositae).

## Распространение
Произрастает в Южной и Центральной Америке, на север вплоть до Аризоны.
Культивируется и широко используется в продуктах питания в восточной Азии, включая Китай (с 1984 г.), Корею, Тайвань, Таиланд и Малайзию; её также можно найти в Сент-Китс и Невис, в Южной Америке (Бразилия, Парагвай и Уругвай) и Израиле.
В диком виде встречается на полузасушливых территориях от равнин до горных районов.

## Описание
Стевия — многолетнее травянистое растение, которое произрастает в виде кустов разнообразной формы: овальной (яйцеобразной), шаровидной, раскидистой, обратно-конусообразной или пирамидальной, обратно-трапециевидной, цилиндрической или удлиненной, пирамидальной; встречаются также веретенообразная и коническая формы. Высота растений, в зависимости от климатических условий года и влажности почвы, составляет от 45 до 120 см.
Стебли стевии могут быть прямостоячими или павшими. Хорошо опушены. Диаметр стебля при основе от 1,0 до 1,5 см. Растения первого года развития имеют один главный стебель с боковыми стеблями. На 2—3 год выращивания стеблей отрастает столько, сколько было заложено почек на корневище.

## Химический состав
Листья и стебли растения включают в себя стевиол, некоторые флавоноиды и сапонины:
| Стевиолгликозиды                     | Единицы условной сладости |
| Стевиозид                            | 150—300                   |
| Ребаудозид А (Rebaudioside A, Reb-A) | 200—400                   |
| Ребаудозид В                         | 300—350                   |
| Ребаудозид С                         | 50—120                    |
| Ребаудозид D                         | 200—300                   |
| Ребаудозид Е                         | 250—300                   |
| Ребаудозид F                         | данные отсутствуют        |
| Рубусозид                            | 110                       |
| Стевиолмонозид                       | данные отсутствуют        |
| Стевиолбиозид Н                      | 100—125                   |
| Стевиолбиозид b-Glc                  | 50—120                    |

## Применение
Пищевая промышленность, медицина, косметика.

## История
В 1931 году французские химики М. Бридель и Р. Лавьель выделили из стевии гликозиды, которые и придают стевии сладкий вкус. Экстракты получили название стевиозиды (англ. steviosides) и ребаудиозиды (англ. rebaudiosides).
Индейцы племени гуарани на территории современных Бразилии и Парагвая применяли Stevia rebaudiana в пищу под названием ka’a he'ê («сладкая трава») в качестве подсластителя к мате и другим медицинским чаям, для лечения изжоги и других болезней.
Уникальность стевии заключается в гармоничном сочетании ценных витаминов и микроэлементов с высокой сладостью и низкой калорийностью. Поэтому напитки со стевией могут применяться для больных сахарным диабетом, для контролирования массы тела.